# Raoul Le Mouton de Boisdeffre

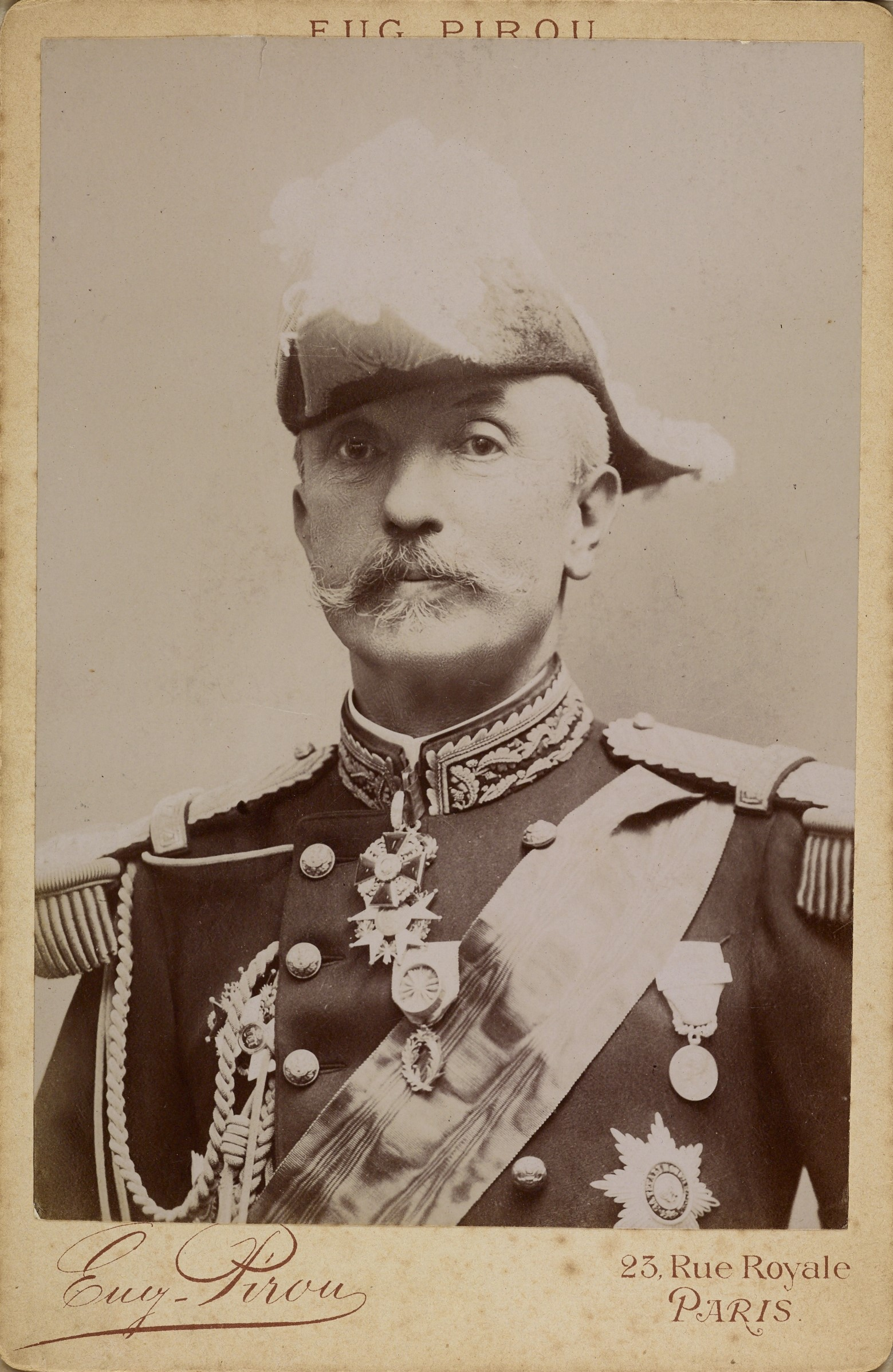
O General de Boisdeffre

Raoul François Charles Le Mouton de Boisdeffre (Alençon, 1839 - Paris, 1919) foi um militar francês.